# Радикальное движение
Радикальное движение (фр. Mouvement radical ), полное название «Радикальное, социальное и либеральное движение» (фр. Mouvement radical (social libéral), сокращенно MR или MRSL — социал-либеральная политическая партия Франции. Была основана в 2017 году в результате объединения Радикальной партии и Радикальной левой партии. Партия ставит перед собой задачу быть «альтернативой право-левой парадигме».
В феврале 2019 года Радикальная левая партия решила восстановить свою самостоятельность, но многие её бывшие члены остались в рядах «Радикального движения». 2 сентября 2021 года Лоран Энар объявил о прекращении Радикального движения. С этого момента восстанавливается название Радикальная партия, ещё до официального роспуска движения, за что его члены проголосовали 9 декабря 2021 года.

## История
Радикальная партия (РП) была основана в 1901 году как республиканская, радикальная и радикал-социалистическая партия. В 1972 году левое крыло партии откололось и образовало Радикальную левую партию (РЛП). Обе партии входили в различные политические альянсы: РП поддерживала правые и правоцентристские партии Союз за французскую демократию, Союз за народное движение и Союз демократов и независимых, в то время как РПЛ блокировалась с Социалистической партией, а ее лидер Сильвия Пинель в январе 2017 года участвовала в праймериз социалистов перед президентскими выборами.
Идея создания объединенной Радикальной партии была выдвинута в июне 2017 года после президентских выборов, на которых Эммануэль Макрон победил в качестве кандидата от центристской партии «Вперёд, Республика!».
Официальное объединение партий произошло 10 декабря 2017 года; партия получила название «Радикальное движение» (РД) (фр. Mouvement radical ) и аббревиатуру MR. 9 ноября 2018 года новая партия присоединилась к Альянсу либералов и демократов за Европу .
В феврале 2019 года группа бывших членов РПЛ, включая ее последнего председателя Сильвию Пинель, отделилась от «Радикального движения» из-за ожидаемого альянса с президентской партией «Вперёд, Республика!» на предстоящих выборах в Европейский парламент, и восстановила самостоятельную Радикальную левую партию.

## Политические позиции и альянсы
«Радикальное движение» находится в центре «Центрального пространства» французского политического спектра. Тем не менее РД редко претендует на центристское позиционирование (часто ассоциирующееся с христианско-демократическими традициями во Франции), но претендует на радикализм. Партия не заявляет об альянсе с другими партиями на национальном уровне. В Национальном собрании ее члены занимают позицию между президентским большинством и парламентской оппозицией. Хотя два ее члена входят в состав Совета министров, «Радикальное движение» не поддерживает деятельность правительства в целом. По ряду ключевых законопроектов, вносимых правительством, депутаты от «Радикального движения» голосовали по-разному.
В 2019 году на выборах в Европейский парламент «Радикальное движение» вошло в список президентского большинства; это привело к отделению части членов бывшей Радикальной левой партии.
На территориальном уровне партия поддерживает альянсы, заключенные ранее ее основателями. Вследствие этого в отдельных Региональных советах и Советах департаментов члены «Радикальное движение» могут примыкать как к большинству, так и к оппозиции.

## Организационная структура
Высший орган — съезд (congrès), созываемый раз в год. Между съездами работой партии руководит Национальный комитет (comité national ), формируемый отделениями партии в департаментах.
Президенты партии:
- Лоран Энар (с 9 декабря 2017)
- Сильвия Пинель (9 декабря 2017 — 8 февраля 2019)

Генеральные секретари:
- Натали Делатр (с 9 декабря 2017)
- Гийом Лакруа (9 декабря 2017 — 8 февраля 2019)